# 公法
公法（こうほう、英語：public law、ドイツ語：öffentliches Recht）とは、私法に対置される概念であり、一般には、国家と国民の関係の規律および国家の規律を行う法を意味する用語として用いられる。
公法の定義に関する観念が未確定な部分があることから、どこまでを公法に含めるかという問題も、また確定的なものではない。最も狭い用法では、民事法と刑事法と対置されて、憲法と行政法のみを指す。これに租税法、財政法、社会保障法を独立の法分野として加える見解もある。さらには、国際法を公法に含める場合もある。
より広義には、刑法や訴訟法を含める場合もあり、私法と公法の二分論的に用いられる場合の公法はこの意味に理解される場合が多い。
最広義では、環境法のような私法との交錯領域も、公法に含める場合がある 。

## 歴史
公法と私法の峻別は、ローマ法に溯るが、そこでは利益関心理論 (Interessentheorie) がとられていた。つまり、公法（ius publicum）は公の利益関心のためにあり、私法（ius privatum）は私人の利益関心のために存在する。国家反逆などの公益侵害にかかわるのが公法であり、債権法などのほか私人に対する殺人や窃盗など、私人間の争いにかかわるのが私法であった。このことを表現したウルピアーヌスの「publicum ius est quod ad statum rei Romanae spectat, privatum quod ad singulorum utilitatem」という法諺は有名である。
19世紀になり、公共性を保持し続ける「国家」と経済的利益を交換し合う「社会」が分離したため、国家は社会を公権力により規律するというモデルが成立した。その結果、公法とは国家と市民の上下関係を規律するものであり、私法は市民同士の対等な関係を規律するという、いわゆる従属理論 (Subordinationstheorie) が支配的となった。この影響を受けて、日本では、「国家と国民の関係に関わる法、または行政のあり方を規定する法の総称」などと定義されることもあるようである。
しかし、行政契約などの形で、国家が経済活動に広く関わるようになると、このような分類は適切でなくなった。ドイツにおいては、従属理論が修正されて帰属理論 (Zuordnungstheorie) が有力となった。また、日本では、塩野宏の公法・私法二元論否定説により、単純な公法・私法の分類に反対する学説が有力となった。

## 公法関係
公法の規律を受ける行政主体と私人との関係をいう。その内容である権利・義務を公権・公義務という。